# With the Lights Out
With the Lights Out è un box set composto da 3 CD e 1 DVD contenente canzoni rare e inedite del gruppo grunge statunitense Nirvana pubblicato nel novembre del 2004.

## Il disco
Il titolo With the Lights Out è una citazione dal ritornello di Smells Like Teen Spirit.
Secondo Rolling Stone, With the Lights Out è il box set più venduto di tutti i tempi.
Voci di un cofanetto antologico postumo dedicato alla carriera dei Nirvana iniziarono a circolare fin dalla metà degli anni novanta, non molto tempo dopo la morte del frontman, cantante e chitarrista della band Kurt Cobain nell'aprile 1994. L'uscita venne inizialmente annunciata per il settembre 2001, in occasione del decimo anniversario della pubblicazione del celebrato Nevermind,  ma una disputa legale tra la vedova di Cobain, Courtney Love, e i restanti membri dei Nirvana Dave Grohl e Krist Novoselic bloccò il tutto.
La disputa verteva principalmente su You Know You're Right, un brano registrato in studio nel gennaio 1994 durante l'ultima seduta di registrazione del gruppo. Grohl e Novoselic volevano inserire la traccia nel box set, ma la Love mise il suo veto perché pensava andasse sprecata in una compilation così dispersiva e avrebbe preferito pubblicare la canzone su singolo.
Nel 2002, la battaglia legale si risolse, e You Know You're Right apparve nella compilation "best-of" Nirvana. Ciò preparò l'uscita del cofanetto With the Lights Out, che arrivò nei negozi nel novembre 2004, con incluso il demo acustico di You Know You're Right e non la versione in studio.
Tra le rarità interessanti presenti nel box set, figura la canzone Do Re Mi, composta nel 1994 e rimasta inedita fino al 2004. La versione che appare sul box set è da attribuirsi ad un demo casalingo fatto dallo stesso Kurt Cobain nel marzo del 1994. La canzone era nota anche con il nome ME and I IV, da un foglietto di carta trovato da Courtney Love, sul quale erano annotati alcuni versi della canzone. Dalla biografia di Charles Cross Heavier Than Heaven (in italiano, Più pesante del cielo, ed. Arcana), risulta sicuramente che la canzone fa parte di almeno un demo eseguito da Cobain, Erlandson e Pat Smear durante il marzo 1994. Pare che lo stesso Cobain, che aveva dichiarato più volte l'intenzione di sciogliere i Nirvana o comunque di lavorare con diversi musicisti, suoni la batteria di questo demo. La versione acustica presente nel box set With the Lights Out è da segnalarsi per la sua delicata e fragile armonia, giocata sulla voce di Cobain con sfumature pop e la sua chitarra acustica. Alla fine del brano si può sentire il chiacchierio incessante della moglie, Courtney Love, a segnalare ancora una volta quanto questa versione fosse privata, destinata all'ascolto di pochi intimi.
Altre tracce notevoli sono la prima esecuzione da parte della band di Ain't It a Shame di Leadbelly, e le versioni in studio di Verse Chorus Verse, Sappy, e Old Age.

### Promozione
Prima della pubblicazione ufficiale di With the Lights Out, venne distribuito alle radio un EP promozionale intitolato Selections from With the Lights Out, contenente i brani White Lace and Strange, Blandest, Lithium, Heart-Shaped Box e You Know You're Right (versione demo). Lithium fu inoltre distribuita anche come singolo in download digitale su iTunes il 22 novembre 2004.

### Confezione
La confezione di With the Lights Out è costituita da un materiale sensibile al calore che cambia colore al tatto, rivelando l'immagine di nastri di registrazione.
Ognuno dei tre CD audio contiene materiale raro proveniente da tutte e tre le fasi della storia dei Nirvana, ciascuna rappresentata dalla pubblicazione degli album di studio (Bleach, Nevermind e In Utero) usciti rispettivamente nel 1989, 1991 e 1993. Il DVD contiene rare performance dal vivo ed estratti della band in studio.
Inoltre è incluso un booklet da 60 pagine contenente note interne scritte da Thurston Moore dei Sonic Youth, e dal giornalista Neil Strauss.
Svariate canzoni sul box set sono indicate con un titolo errato, incluse Vendetagainst (indicata come Help Me I'm Hungry, titolo invece inventato dai bootleggers) e Seed (indicata come Don't Want It All). La traccia Annorexorcist è trascritta erroneamente Anorexorcist. In aggiunta, il vero titolo del brano Mrs. Butterworth è in realtà sconosciuto.
La sessione radiofonica che il gruppo tenne il 6 maggio 1987 alla KAOS 89.3 FM di Olympia, è erroneamente datata 17 aprile 1987.

## Tracce

### CD 1
1. Heartbreaker (live 1987) (Led Zeppelin cover) - 2:59
2. Anorexorcist (radio performance) - 2:44
3. White Lace and Strange (radio performance) (Thunder and Roses cover) - 2:09
4. Help Me, I'm Hungry (radio performance) - 2:41
5. Mrs. Butterworth (rehearsal recording) - 4:05
6. If You Must (demo) - 4:01
7. Pen Cap Chew (demo) - 3:02
8. Downer (live 1988) - 1:43
9. Floyd the Barber (live 1988) - 2:33
10. Raunchola + Moby Dick (live medley) (Moby Dick - Led Zeppelin cover) - 6:24
11. Beans (solo acoustic) - 1:32
12. Don't Want It All (solo acoustic) - 2:26
13. Clean Up Before She Comes (solo acoustic) - 3:12
14. Polly (solo acoustic) - 2:30
15. About a Girl (solo acoustic) - 2:44
16. Blandest (demo) - 3:56
17. Dive (demo) - 4:50
18. They Hung Him on a Cross (Leadbelly cover) (demo) - 1:57
19. Grey Goose (Leadbelly cover) (demo) - 4:36
20. Ain't It a Shame (Leadbelly cover) (demo) - 2:01
21. Taken Eastern Song (demo) - 3:21
22. Even in His Youth (demo) - 3:12
23. Polly (demo) - 2:36

### CD 2
1. Opinion (solo acoustic) - 1:34
2. Lithium (solo acoustic) - 1:49
3. Been a Son (solo acoustic) - 1:12
4. Sliver (solo acoustic) - 2:09
5. Where Did You Sleep Last Night (solo acoustic) (Leadbelly cover) - 2:31
6. Pay to Play (demo) - 3:29
7. Here She Comes Now (The Velvet Underground cover) (demo) - 5:01
8. Drain You (demo) - 2:38
9. Aneurysm (demo) - 4:47
10. Smells Like Teen Spirit (Rehearsal demo) - 5:40
11. Breed (Rough mix) - 3:07
12. Verse Chorus Verse (Outtake) - 3:18
13. Old Age (Outtake) - 4:20
14. Endless, Nameless (radio appearance) - 8:48
15. Dumb (radio appearance) - 2:35
16. D-7 (Sage; The Wipers cover) (radio appearance) - 3:46
17. Oh, the Guilt (B-side) - 3:25
18. Curmudgeon (B-side) - 3:03
19. Return of the Rat (Sage; The Wipers cover) (outtake) - 3:09
20. Smells Like Teen Spirit (Butch Vig mix) - 4:59

### CD 3
1. Rape Me (solo acoustic) - 3:23
2. Rape Me (demo) - 3:01
3. Scentless Apprentice (rehearsal demo) - 9:32
4. Heart-Shaped Box (demo) - 5:31
5. I Hate Myself and I Want to Die (B-side) - 4:03
6. Milk It (demo) - 4:34
7. Moist Vagina (a.k.a. M.V.) (demo) - 1:56
8. Gallons of Rubbing Alcohol Flow Through the Strip (B-side) - 7:34
9. The Other Improv (Demo) - 6:24
10. Serve the Servants (solo acoustic) - 1:36
11. Very Ape (solo acoustic) - 1:52
12. Pennyroyal Tea (solo acoustic) - 3:30
13. Marigold (Dave Grohl) (B-side) - 2:34
14. Sappy (B-side) - 3:26
15. Jesus Doesn't Want Me For A Sunbeam (rehearsal demo) (The Vaselines cover) - 3:57
16. Do Re Mi (solo acoustic) - 4:24
17. You Know You're Right (solo acoustic) - 2:30
18. All Apologies (solo acoustic) - 3:33

### DVD
1. Love Buzz (Tracce da 1 a 9 registrate nel 1988 a casa della madre del bassista Krist Novoselic, Aberdeen, Washington.)
2. Scoff
3. About a Girl
4. Big Long Now
5. Immigrant Song (Led Zeppelin cover)
6. Spank Thru
7. Hairspray Queen
8. School
9. Mr. Moustache
10. Big Cheese (23 giugno 1989, Rhino Records, Los Angeles, California)
11. In Bloom (Prima versione della canzone/primo video della band sotto Sub Pop Records)
12. Sappy (16 febbraio 1990, Bogarts, Long Beach, California)
13. School (22 settembre 1990, the Motor Sports International Garage, Seattle, Washington)
14. Love Buzz (Shocking Blue cover) (11 ottobre 1990, North Shore Surf Club, Seattle, Washington)
15. Pennyroyal Tea (17 aprile 1991, OK Hotel, Seattle, Washington)
16. Smells Like Teen Spirit (Prima volta suonata in concerto) (17 aprile 1991, OK Hotel, Seattle, Washington)
17. Territorial Pissings (17 aprile 1991, OK Hotel, Seattle, Washington)
18. Jesus Don't Want Me For A Sunbeam (The Vaselines cover) (31 ottobre 1991, Paramount Theatre, Seattle, Washington)
19. Talk to Me (4 ottobre 1992, The Crocodile Cafe, Seattle Washington)
20. Seasons in the Sun (Terry Jacks cover) (gennaio 1993 BMG Ariola Studios, Rio de Janeiro, Brasile)

## Classifiche
Album - Billboard (North America)
| Anno | Classifiche                       | Posizione |
| ---- | --------------------------------- | --------- |
| 2004 | Top Canadian Albums               | No. 10    |
| 2004 | Official Japanese Albums Chart    | No. 16    |
| 2004 | Top Internet Albums               | No. 19    |
| 2004 | Billboard Top 200                 | No. 19    |
| 2004 | Official French Albums Chart      | No. 20    |
| 2004 | Official Italian Albums Chart     | No. 21    |
| 2004 | Official Irish Albums Chart       | No. 23    |
| 2004 | Official Switzerland Albums Chart | No. 28    |
| 2004 | Official Belgium Albums Chart     | No. 29    |
| 2004 | Official Norwegian Albums Chart   | No. 31    |
| 2004 | Official Austrian Albums Chart    | No. 34    |
| 2004 | Official Spanish Albums Chart     | No. 39    |
| 2004 | Official New Zealand Albums Chart | No. 39    |
| 2004 | Official German Albums Chart      | No. 48    |
| 2004 | Official UK Albums Chart          | No. 56    |